# Мухачёв, Илья Андреевич
Илья Андреевич Мухачёв (18 июля 1896, Бийск — 20 октября 1958, Новосибирск) — советский поэт, журналист.

## Биография
Родился 18 июля 1896 года в Бийске. Его отец был лесорубом-плотогоном, вместе с которым будущий поэт с ранних лет занимался перегонкой плотов по Бии.
Во время Первой мировой войны призван на фронт. Был ранен и получил контузию в районе Пинских болот на территории современной Белоруссии, направлен в госпиталь, после чего вернулся в родной Бийск.
В 1919 году записался добровольцем в Красную Армию. Принимал участие в борьбе с белогвардейцами на Алтае. Во время службы выучился грамоте и увлёкся чтением. Прошёл обучение на курсах красноармейских библиотекарей, был заведующим библиотечной секции 1-го Бийского полка особого назначения. После демобилизации продолжил работать библиотекарем, также устроился на кожевенный завод, где трудился и в довоенное время.
В свои 26 лет, окруженный книгами, Мухачёв почувствовал, что может себя выразить с помощью поэзии. Так родились его первые стихи: «Голодные дети Германии», «Комсомольцы Алтая» и т. д. В 1924 году бийская газета «Звезда Алтая» опубликовала первые работы поэта. В скором времени его начинают издавать в барнаульских и новосибирских газетах, журналах «Охотник и пушник Сибири», «Сибирские огни».
В 1926 году переехал в Барнаул. В газете «Красный Алтай» под псевдонимами Крюков, Лука, Зуб, Шило и т. д. сочинял сатирические стихи по содержимому писем селькоров.
1 августа 1940 года в Барнауле прошёл творческий вечер поэта, на котором он познакомил публику с новыми стихами и прочёл поэму «Мой друг».
В период Великой Отечественной войны поэтическое творчество совмещал с работой журналистом. Писал про подвиги сибирских войнов, героизм тыловых тружеников. Мухачёв — автор многих надписей на агитационных плакатах военного времени.
Умер 20 октября 1958 года в Новосибирске.

## Творчество
В творчестве поэт уделяет большое внимание своей малой родине — Алтаю, о котором он пишет с исключительной проникновенностью.
Первая книга поэта «Чуйский тракт» (1926), изданная в Барнауле, вобрала в себя впечатления за прожитые им 30 лет; в этот период жизни Мухачёв успел поработать землекопом, лесорубом, плотником, кожевником, печником.
Наиболее заметные работы литератора — «Сайгалата», «Карло Тэтэнгоди» и «Повесть о Демжае-алтайце», поэмы 1930-х — 1940-х годов, в которых отразилась жизнь Алтая в эпоху революционных преобразований.

## Воспоминания о поэте
Подробные воспоминания о Мухачёве оставил советский литературный критик и писатель Адриан Михайлович Топоров:

Застенчивый и угловатый, он говорил так вкрадчиво и робко, точно сообщал собеседнику какую-то тайну. Иногда по лицу его скользила хитроватая усмешка, которая говорила: «Погодите, я вам ужо покажу!». Но когда он, вынув из кармана замусоленные клочки бумаги, читал по ним свои новые стихи, то весь преображался, казался выше ростом, победно оглядывал слушателей. Обычно монотонный голос его покорял тогда гибкими задушевными интонациями... Освоившись в кругу барнаульских друзей, Илья Андреевич держал себя развязно, много и громко говорил о литературе, рассказывал о своих приключениях, творческих замыслах и восторгался Есениным…
— А. М. Топоров
Литератор Ольга Киевская:

Романтическая приподнятость роднит поэзию Мухачёва с алтайским народным творчеством. Из фольклора перешли к поэту и красочные, как алтайские самоцветы, эпитеты, и неожиданные, смелые метафоры
— О. Киевская

## Сочинения
- Чуйский тракт (Барнаул, 1926);
- На горном пути (Новосибирск, 1933);
- Путём коллектива (Новосибирск, 1934);
- Лирика (Новосибирск, 1936);
- Край родной (Новосибирск, 1937)
- Горная дорога (Москва, 1938);
- Горные долины (Новосибирск, 1947);
- Голубые долины (Барнаул, 1949);
- Моё родное (Новосибирск, 1951);
- Путь по горам (Иркутск, 1951);
- Хатка над водой (Новосибирск, 1952);
- Повесть о Демжае-алтайце (Новосибирск, 1954);
- Избранное (Новосибирск, 1956);
- Избранное (Барнаул, 1958);
- Стихотворения (Новосибирск, 1963);
- Искренний сердца родник (Новосибирск, 1973)[1].

## Творческое признание
Краевая литературная премия имени А. М. Горького (1935) за поэму о Карло Тэтэнгоди, эстонском большевике-интернационалисте.

## Память
В честь поэта названа одна из центральных улиц Бийска.